# Radványi János
Radványi János (Budapest, 1922. augusztus 4. – 2016. január 11.) magyar diplomata, történész, egyetemi tanár. 1962–1967 között a washingtoni magyar nagykövetség vezetője volt ideiglenes ügyvivői rangban, majd hazahívása előtt átállt és menedékjogot kért az Egyesült Államokban.

## Életpályája
A második világháború idején partizánként részt vett a magyar antifasiszták németellenes harcában. 1947-ben lépett diplomáciai szolgálatba. Az ötvenes években Ankarában, Bernben és Damaszkuszban szolgált, illetve különböző vezetői posztokat töltött be a Külügyminisztériumban.
1962-ben lett a washingtoni magyar nagykövetség ideiglenes ügyvivője. (A két ország hűvös kapcsolatai miatt a képviseletek vezetői ekkoriban kölcsönösen ezt a rangot viselték.) 1967-ben politikai menedékjogot kért a fogadó ország kormányától. Nyilatkozatában ezt azzal indokolta, hogy bár „mindig a béke és megértés érdekében igyekezett tevékenykedni pályája során, de az utóbbi hónapokban felismerte, hogy a magyar kormány washingtoni képviselőjeként ez lehetetlenné vált a számára.” Ő hívta fel az amerikai kormány figyelmét arra, hogy Péter János akkori magyar külügyminiszter csak a saját szakállára igyekszik „közvetíteni” a vietnámi háború mielőbbi befejezése érdekében.
A politikai menedékjog megkapása után családjával Kaliforniában telepedett le. 1971-ben doktori fokozatot szerzett a Stanford Egyetemen, majd a Mississippi Állami Egyetemen tanított történelmet. 1982-ben megalapította ott a Center for International Security and Strategic Studies (Nemzetközi Biztonsági és Stratégiai Tanulmányok Központja) nevű intézetet. 1996-ban a hasonló nevű újonnan alapított tanszék első vezetője lett az egyetemen.
1978-ban családjával együtt megkapta az amerikai állampolgárságot.

## Könyvei
- Radványi, János: Hungary and the Superpowers. (Magyarország és a szuperhatalmak) Hoover Institution Press, Stanford, 1972.
- Radványi, János: Delusion and Reality: Gambits, Hoaxes and Diplomatic One-Upmanship in Vietnam. (Megtévesztés és valóság: Játszmák, hoaxok és diplomáciai önállóskodás Vietnámban) Gateway Editions, Ltd., Southbend, Indiana, 1978.
- Radványi, János (ed.): Psychological Operations and Political Warfare in Long-Term Strategic Planning. (Pszichológiai és politikai hadviselés a hosszútávú stratégiai tervezésben) Praeger Publishers, New York, 1990.
- Radványi, János (ed.): The Pacific in the 1990's: Economic and Strategic Change. (A Csendes-óceán vidéke az 1990-es években: Gazdasági és stratégiai változások) University Press of America, Bethesda, Maryland, 1990.
- Radványi, János: The Survey Reports on Japan-Related Regional Activities in the U.S.. Mississippi-Japan Center for International Exchange Press, March, 1993.

## Fordítás
- Ez a szócikk részben vagy egészben a János Radványi című angol Wikipédia-szócikk ezen változatának fordításán alapul.  Az eredeti cikk szerkesztőit annak laptörténete sorolja fel. Ez a jelzés csupán a megfogalmazás eredetét és a szerzői jogokat jelzi, nem szolgál a cikkben szereplő információk forrásmegjelöléseként.